# Абдулле, Хуссейн Али
Хуссейн Али Абдулле (араб. هوسين الى ابدول‎, 1945 или 1946, Сомали — 9 мая 2017, Могадишо) — сомалийский футболист и тренер.

## Биография
Хуссейн Али Абдулле родился в 1945 или 1946 году.
Играл в футбол в 1960—1970-е годы, выступал за сборную Сомали. Абдулле был одним из сильнейших футболистов страны этого периода.
По словам президента Сомалийской федерации футбола Абдикани Саида Араба, Абдикани был среди ветеранов, которые помогли преодолеть крах игры в стране во время гражданской войны, начавшейся в 1991 году.
В мае 1999 — декабре 2000 года был главным тренером сборной Сомали. Под его началом команда провела восемь матчей, семь из которых проиграла и один свела вничью. Пять из них состоялись в рамках Кубка КЕСАФА: в 1999 года в Руанде сомалийцы на групповом этапе уступили сборным Бурунди (0:3) и Уганды (0:2) и выбыли из розыгрыша, в 2000 году в Уганде они также потерпели поражение во всех поединках в группе — с Эфиопией (1:2), Угандой (0:6) и Бурунди (0:3). В отборочном турнире чемпионата мира 2002 года сборная Сомали под руководством Абдулле дважды проиграла Камеруну (0:3, 0:3).
Умер 9 мая 2017 года после продолжительной болезни в сомалийском городе Могадишо.